# Pronom résomptif
En syntaxe, la notion de pronom résomptif a une interprétation plus large et une autre plus restreinte. Dans la première, c’est un pronom qui reprend une entité syntaxique exprimée avant lui dans la même phrase simple ou complexe. Dans la seconde, elle est limitée à l’emploi d’un pronom qui reprend une deuxième fois l’antécédent, c’est-à-dire le régissant d’une proposition relative.
En fonction du but de la reprise, de la construction dans laquelle elle a lieu et de la langue considérée, le pronom résomptif au sens large peut être obligatoire, facultatif ou interdit du point de vue des normes de la variété standard de la langue, ou être présente seulement dans une variété non standard, comme le registre de langue populaire.

## En français
Il y a des cas en français où le pronom résomptif est utilisé sans mise en relief de l’entité en cause, et d’autres, dans lesquels il participe à la mise en relief.

### Sans mise en relief
Dans le registre soutenu, en phrase interrogative au sujet exprimé par un nom ou par un de ses substituts de la 3e personne, tonique, celui-ci est repris par un pronom personnel atone, après le prédicat ou son verbe auxiliaire, ex. Votre père reviendra-t-il lundi ? La même reprise a lieu, dans le registre soutenu également, si la phrase énonciative commence par certains modalisateurs, ex. Peut-être/Sans doute, votre père reviendra-t-il lundi.
Dans le même registre, peu fréquemment, il y a un pronom résomptif dans la proposition sujet ou complément d’objet direct subordonnée à une proposition relative introduite par le pronom relatif dont. Exemples :
un problème dont il est clair que nous y reviendrons ;
une difficulté dont Paul est certain qu’il la résoudra.
Par contre, dans le registre populaire, un pronom résomptif est fréquent dans la proposition relative même, par exemple :
la fille que je me suis assis à côté d’elle vs français standard la fille à côté de laquelle / de qui je me suis assis ;
le boucher que nous habitons chez lui vs le boucher chez qui nous habitons ;
le prof que je lui ai parlé vs le professeur à qui / auquel j’ai parlé.

### Avec mise en relief
Dans le registre courant, l’un des moyens de mise en relief du sujet est sa reprise par un pronom personnel qui lui correspond, tonique (disjoint) s’il est placé en fin de phrase, atone (conjoint) s’il suit immédiatement le sujet :
Votre mère le sait, elle ;
Ta sœur, elle est merveilleuse.
Le sujet exprimé par un pronom personnel est mis en relief de la même façon : Moi, j’aurais dit ça ! ou J’aurais dit ça, moi !
Dans certains cas, le sujet est repris par un pronom démonstratif de valeur neutre :
La musique, c’est sa passion ;
Les manipulations génétiques, cela demande une sérieuse réflexion.
La subordonnée sujet est mise en relief par son placement au début de la phrase complexe et sa reprise par un tel pronom : Que ce problème ne puisse pas être réglé en un jour, c’est normal !
D’autres membres à fonction syntaxique de la phrase simple peuvent être mis en relief par leur placement en tête de phrase et reprise par plusieurs espèces de pronoms :
- le COD exprimé par un nom déterminé de façon définie : Votre oncle, je l’ai connu au régiment[6] ;
- l’attribut du sujet : Habiles, ils le sont tous[6] ;
- le COD nom d’inanimé déterminé de façon indéfinie : En Hollande au printemps, des tulipes, on en voit partout ![7] ;
- le COD exprimé par un verbe à l’infinitif : Danser la salsa, elle adore ça ![7] ;
- le complément d'objet indirect prépositionnel nom de personne : Cette fille, Marie ne voyage jamais sans elle[9].

Ce procédé est appliqué à certaines subordonnées compléments aussi :
- COD: Qu’il devienne un bon instituteur, je le crois vraiment ! ;
- COI: Qu’il devienne un bon instituteur, j’en suis sûr ! ;

Qu’il devienne un aussi bon instituteur, je ne m’y attendais pas !

## En roumain

### Sans mise en relief
En roumain standard, dans les propositions relatives introduites par le pronom care au cas accusatif – COD (pe care « que »)  et au datif – COI (căruia/căreia/cărora « à qui, auquel, à laquelle, auxquel(le)s ») , la reprise de celui-ci est obligatoire :
Scrisoarea pe care am primit-o m-a alarmat « La lettre que j’ai reçue m’a alarmé(e) » (littéralement « … que je l’ai reçue ») ;
Tânărul căruia i-am dat cheia este fiul meu « Le jeune homme à qui j’ai donné la clé est mon fils » (litt. « … à qui je lui ai donné… »).
Il en est de même pour les questions directes et indirectes commençant par ce pronom ou adjectif pronominal, y compris care COD sans préposition, quand il renvoie, en tant que pronom, à un inanimé :
Cărui coleg i-ai scris? « À quel collègue as-tu écrit ? » ;
Căruia i-ai scris? « Auquel as-tu écrit ? »
Pe care student îl recomanzi pentru postul de la bibliotecă? « Quel étudiant recommandes-tu pour le poste de la bibliothèque ? » ;
Pe care îl recomanzi? « Lequel recommandes-tu ? » ;
Care carte o cumperi? « Quel livre achètes-tu ? » ;
Pe care o cumperi? « Lequel achètes-tu ? ».
Il y a aussi des constructions non standard analogues à celles du français populaire :
omul care am vorbit cu el « l’homme que j’ai parlé avec lui » vs omul cu care am vorbit « l’homme avec qui j’ai parlé » ;
băiatul care i-am trimis bani « le garçon que je lui ai envoyé de l’argent » vs băiatul căruia i-am trimis bani « le garçon à qui j’ai envoyé de l’argent ».

### Avec mise en relief
En roumain il y a moins de cas de mise en relief avec pronom résomptif qu’en français. Dans cette langue aussi, c’est l’un des procédés de mise en relief du COD et du COI d’attribution, avec quelques différences.

#### Reprise du COD
Elle est obligatoire quand le COD est déterminé de façon définie :
Cartea am citit-o « Le livre, je l’ai lu » ;
Aceeași întrebare mi-am pus-o și eu « La même question, je me la suis posée moi aussi » ;
Cele două caiete le-am pierdut « Les deux cahiers, je les ai perdus ».
La reprise est également obligatoire si le COD est précédé de la préposition pe, qui est lui aussi déterminé de façon définie, ce qui est en général le cas des noms de personnes et des pronoms les substituant :
Pe băiat l-am văzut « Le garçon, je l’ai vu » ;
Pe tine te aștept « Toi, je t’attends » ou « C’est toi que j’attends ».
La reprise est facultative si le COD est exprimé par :
- le nom déterminé de façon indéfinie au singulier :

Un exemplu (îl) oferă lucrarea… « Un exemple est offert par l’ouvrage… » (litt. « Un exemple (l’)offre l’ouvrage… ») ;
O dovadă (o) constituie faptul că… « Une preuve est constituée par le fait que… » (litt. « Une preuve (la) constitue le fait que… »).

#### Reprise du COI d’attribution
La reprise de ce type de COI est obligatoire dans la plupart des situations lorsqu’il est antéposé au prédicat, étant d’ailleurs obligatoirement anticipé quand il suit le prédicat, n’étant pas mis en relief dans ce cas. Il peut être exprimé par :
- un nom (au datif sans préposition) : Unui om i s-au furat banii (sans pause) « Un homme, on lui a volé son argent » (litt. « À un homme… ») ;
- un numéral (prépositionnel) : La doi dintre ei le-am dat avizul « Deux d’entre eux, je leur ai donné l’avis » (litt. « À deux d’entre eux… ») ;
- certains pronoms (au cas datif sans préposition) : Celorlalți nu le pasă « Les autres ne s’en soucient pas » (litt. « Aux autres ne leur chaut »).

On reprend le pronom personnel tonique aussi, lorsqu’il est utilisé pour mettre en évidence la personne : Vouă nu vă lipsește nimic « À vous, il ne vous manque rien ».
La reprise des pronoms cine « qui » (au datif cui), oricine « quiconque » et cât, câtă, câți, câte « combien », oricât, -cât, -câtă, -câți, -câte « n’importe combien » est facultative :
Cui (îi) dai cartea? « À qui donnes-tu le livre » (litt. « À qui (lui) donnes le livre ? ») ;
La câți (le) dai premii? « À combien accordes-tu des prix ? » (litt. « À combien (leur) donnes prix ? »).

## Dans d’autres langues
En italien, comme en français et en roumain, il est obligatoire de reprendre le COD défini mis en relief par mise en tête de phrase, ex. Piero, l’ho visto ieri « Piero, je l’ai vu hier ».
Il est facultatif de reprendre le COI :
А Gianni, nоn (gli) ho detto niente « Gianni, je ne lui ai rien dit » ;
Delle sue esperienze nоn (nе) parla volentieri « Ses expériences, il/elle n’en parle pas volontiers ».
Les propositions subordonnées COD sont mises en relief comme en français : Che fosse cosi sciocco, nоn lo avrei mai immaginato « Qu’il soit bête à ce point, je ne me l’aurais jamais imaginé ».
En espagnol on rencontre le même procédé de mise en relief du COD défini que dans les autres langues romanes : Las vacaciones las pasaremos еn la montaña « Les vacances, nous les passerons à la montagne ».
En anglais on emploie également des pronoms personnels résomptifs qui reprennent des COD définis mis en relief par placement en tête de phrase, par exemple :
Mary, I know her « Mary, je la connais » ;
John, I like him « John, je l’aime bien ».
Dans cette langue, le pronom résomptif en proposition relative est non standard, par exemple :
My son, God bless him, he married this girl which I like her litt. « Mon fils, Dieu le bénisse, a épousé cette fille que je l’aime bien » vs … that girl whom I like « … cette fille que j’aime bien » ;
He bought a house which he’ll move into it in June litt. « Il a acheté une maison qu’il va emménager dans elle en juin » vs He bought a house which he’ll move into in June litt. « … qu’il va emménager dedans en juin ».
En hébreu moderne standard, le pronom résomptif est fréquent en proposition relative, étant facultatif dans certaines, par exemple dans la phrase correspondant à la phrase française « Voici la robe que j’ai achetée » :
hine ha-simla še kaniti « Voici la robe que j’ai achetée » ou hine ha-simla še kaniti ota litt. « Voici la robe que j’ai achetée elle (à l’accusatif) ».
En yiddish standard aussi il y a des relatives avec et sans pronom résomptif :
mentshn vos a shlang hot zey gebisn « des gens qu’un serpent a mordus » (litt. « gens que un serpent a les mordu ») ;
di mayse vos ikh vel aykh dertseyln « l’histoire que je vais vous raconter ».

## Sources bibliographiques
- Abeillé, Anne et Godard, Danièle, « Les relatives sans pronom relatif », dans Abecassis, Michaël et al. (dir.), Le français parlé au 21e siècle. Normes et variations dans les discours et en interaction (Annales du Colloque d’Oxford 2005), vol. 2 (lire en ligne)
- (ro) Avram, Mioara, Gramatica pentru toți [« Grammaire pour tous »], Bucarest, Humanitas, 1997, 597 p. (ISBN 973-28-0769-5)
- (en) Cojocaru, Dana, Romanian Grammar [« Grammaire roumaine »], SEELRC, 2003 (lire en ligne)
- (en) Crystal, David, A Dictionary of Linguistics and Phonetics [« Dictionnaire de linguistique et de phonétique »], Oxford, Blackwell Publishing, 2008, 4e éd., 529 p. (ISBN 978-1-4051-5296-9, lire en ligne)
- Delatour, Yvonne et al., Nouvelle grammaire du français : cours de civilisation française de la Sorbonne, Paris, Hachette, 2004, 367 p. (ISBN 2-01-155271-0, lire en ligne)
- Grevisse, Maurice et Goosse, André, Le Bon Usage : grammaire française, Bruxelles, De Boeck Université, 2007, 14e éd., 1600 p. (ISBN 978-2-8011-1404-9, lire en ligne)
- (ru) Naroumov, B. P., « Испанский язык », dans Tchélychéva, I. I., Naroumov, B. P., Romanova, O. I. (dir.), Языки мира. Романские языки [« Les langues du monde. Les langues romanes »], Moscou, Akademia,‎ 2001, 411-462 p. (ISBN 5-87444-016-X)
- (en) Prince, Ellen F., « Syntax and Discourse: A Look at Resumptive Pronouns », dans Proceedings of the Sixteenth Annual Meeting of the Berkeley Linguistics Society [« Actes de la 16e rencontre annuelle de la Société linguistique de Berkeley »], 1990, 482-497 p. (lire en ligne) (PDF à télécharger)
- (ru) Tchelycheva, I. I. et Tcherdantseva, T. Z., « Итальянский язык », dans Tchélychéva, I. I., Naroumov, B. P., Romanova, O. I. (dir.), Языки мира. Романские языки [« Les langues du monde. Les langues romanes »], Moscou, Akademia,‎ 2001, 56-89 p. (ISBN 5-87444-016-X)
- Wyler, Gabriel, Manuel de la grammaire française, 15 mai 2020 (lire en ligne)
- Zribi-Hertz, Anne, L’anaphore et les pronoms. Une introduction à la syntaxe générative, Villeneuve-d'Ascq (Nord), Presses universitaires du Septentrion, 1996, 279 p. (ISBN 2-85939-501-6, lire en ligne)